# Émile Jaques-Dalcroze
Émile Jaques-Dalcroze (Viena, Àustria, 6 de juliol de 1865 - Ginebra, Suïssa, 1 de juliol de 1950) va ser un compositor suís, músic i educador musical que va desenvolupar l'eurítmica o rítmica, un mètode d'aprenentatge i d'experimentar la música a través del moviment, anomenat mètode Dalcroze.
La influència de la rítmica pot ser vista a la pedagogia del mètode Orff, comuna a l'educació musical en escoles públiques als Estats Units. El mètode Dalcroze involucra l'ensenyament de conceptes musicals a través del moviment. La varietat d'anàlegs de moviment utilitzats per a conceptes musicals desenvolupa una expressió musical integrada i natural en l'estudiant. Convertir el cos en un instrument musical ben afinat —sentia Dalcroze— era el millor camí per generar una base musical sòlida i vibrant.

## Biografia
Dalcroze va començar la seva carrera com a pedagog al Conservatori de Ginebra el 1892, on va ensenyar harmonia i solfeig. Va ser en els seus cursos de solfeig que va començar a provar moltes de les seves influències i idees pedagògiques revolucionàries. Entre 1903 i 1910, Dalcroze va començar a donar presentacions públiques del seu mètode. El 1910, amb l'ajuda de l'industrial alemany Wolf Dohrn, Dalcroze va fundar una escola a Hellerau, als afores de Dresden, dedicada a l'ensenyament del seu mètode que dirigia la seva exalumna Marie Rambert.
A Hellerau va ensenyar a molta gent, entre ells el príncep Serge Wolkonsky, Tadeusz Jarecki, Vera Alvang (Griner), Valeria Cratina, Olga Szentpal-Stricker, Jelle Troelstra (fill de Pieter Jelles Troelstra), Hanya Holm, després gran coreografa Inga Jacobi i Ragna Jacobi, Albert Jeanneret (germà de Le Corbusier), Erwin Lendval i Placido de Montelio. Amb l'inici de la Primera Guerra Mundial el 1914, l'escola va ser abandonada.

## Mètode Dalcroze. La seva recepció a Catalunya
El Mètode Dalcroze consisteix en tres elements igualment importants: rítmica, solfeig i improvisació. Segons Dalcroze, aquests tres elements representen l'entrenament musical essencial d'un músic complet. En una aproximació ideal, els elements de cada un d'aquests temes es fusionen, donant lloc a un enfocament de l'ensenyament arrelat en la creativitat i el moviment.
Entre altres camps el Mètode Dalcroze, a Catalunya és vinculà a les propostes de Noucentisme pedagògic de la mà de Joan Llogueras que l'introduí a l'Escola Vallparadís de Terrassa el 1910. Vers 1915 es va crear, al Palau de la Música Catalana, l'Institut Català de Gimnàstica Rítmica des d'on Llongueres difongué aquest mètode.

## Influència a la dansa i el teatre
A finals del segle xix es va posar de moda entre els creadors d'arts escèniques donar primera importància al moviment. A Amèrica van revolucionar la dansa Isadora Duncan i Loïe Fuller, la primera fent de la dansa una filosofia, la segona aportant elements innovadors, com la utilització de l'electricitat (novíssima tecnologia en aquell moment) per a realitzar moviments nous, estranys i originals. Ambdues van tenir molta influència a Europa però van ser els Ballets Russos els que farien de la dansa un art complet. En aquest context, la rítmica dalcroziana va influir enormement en la dansa i el teatre a partir de finals del segle xix.
Jaques-Dalcroze busca crear moviments expressius inspirats per la música, més pel que transmet que per les sacsejades del ritme i els sons. Es tracta de no ballar sobre la música, com típicament es feia a la dansa clàssica sinó moure's amb la música. Els Ballets Russos van contractar professors per a aprendre la rítmica de Jaques-Dalcroze i Nijinski els va aplicar a les seves coreografies, com per exemple a La consagració de la primavera i molt especialment a Jocs, directament inspirada en els principis dalcrozians. Mary Wigman, ballarina de dansa expressiva, també va ser alumna de Jaques-Dalcroze. Suzy Perrottet va ser una de les primeres professores de rítmica dalcroziana. Parella de Rudolf von Laban, tant ella com Mary Wigman, que va treballar amb ell, van aportar la influència dalcroziana al seu mètode, que al seu torn va influir Kurt Jooss i a través d'ell a alumnes com Pina Bausch i altres coreògrafs de dansa contemporània i dansa-teatre, que van acabar influint també la dansa clàssica.
Tanmateix, la influència va ser encara més gran al teatre. El mètode de Jaques-Dalcroze permet ressuscitar l'antic "choreia", en el qual s'integren la veu i el cos, la paraula, el cant i el moviment. Va tenir una gran influència al començament sobretot a París, amb Jacques Copeau i Paul Claudel (i el Théâtre de l'Hellerau), per exemple, i posteriorment a Alemanya i a tot Europa. Al segle xx l'adopten també Jacques Lecoq i Étienne Decroux. És un dels fonaments del mètode del teatre físic i també s'utilitza en la interpretació en general tal com l'entenem en l'actualitat.

## Composicions
Entre les seves composicions trobem un Nocturn per a violí i orquestra, Concert per a violí núm. 1 en Do i Poème (2n Concert) Per a violí i orquestra, estant els dos últims disponibles en format CD a la Guild label.